# Список Верховных администраторов Уоллиса и Футуны
Верховный администратор Уоллис и Футуна — представитель президента Франции на островах Уоллис и Футуна. Пост был создан в 1961 году, когда острова Уоллис и Футуна получили статус заморской территории Франции, вместо исполнявшего функции главы французской администрации резидента.
| Номер | Имя                          | Годы правления                    | Примечания                      |
| ----- | ---------------------------- | --------------------------------- | ------------------------------- |
| 1-й   | Жан Перье                    | 7 октября 1961 — 21 марта 1962    |                                 |
| 2-й   | Жак Эммануэль Арри           | 21 марта 1962 — 13 августа 1962   | был назначен временно           |
| 3-й   | Жан Мари Бертран             | 13 августа 1962 — 28 января 1964  |                                 |
| 4-й   | Анри Пьер Франсуа Дюк-Дюфьяр | 11 марта 1964 — 20 апреля 1966    |                                 |
| 5-й   | Фернан Ламодье               | 20 апреля 1966 — 19 июля 1968     | Фактически до 26 июля 1966 года |
| 6-й   | Жак Фредерик Баш             | 30 июля 1968 — 25 марта 1971      |                                 |
| 7-й   | Гай Бойлю                    | 25 марта 1971 — 26 августа1972    |                                 |
| 8-й   | Жак де Агостини              | 19 октября 1972 — 25 ноября 1974  |                                 |
| 9-й   | Ив Арбель-Репар              | 22 марта 1975 — 29 октября 1976   |                                 |
| 10-й  | Анри Шарль Бо                | 6 ноября 1976 — 2 мая 1979        |                                 |
| 11-й  | Пьер Жак Марк Айзак          | 11 июля 1979 — 24 декабря 1980    |                                 |
| 12-й  | Роберт Тиль                  | 31 декабря 1980 — 17 декабря 1983 |                                 |
| 13-й  | Мишель Кунмюнх               | 25 января 1984 — 11 апреля 1985   |                                 |
| 14-й  | Бернард Лестерлин            | 3 декабря 1985 — 17 апреля 1986   |                                 |
| 15-й  | Жак Ле Хенафф                | 15 июля 1986 — 13 сентября 1987   |                                 |
| 16-й  | Жерар Ламбот                 | 17 ноября 1987 — 1 сентября 1988  |                                 |
| 17-й  | Дюмек Рожер                  | 6 сентября 1988 — 30 августа 1990 |                                 |
| 18-й  | Роберт Помье                 | 25 октября 1990 — 5 февраля 1993  |                                 |
| 19-й  | Филипп Легри                 | 15 марта 1993 — 26 июля 1994      |                                 |
| 20-й  | Леон Александр Легранд       | 7 августа 1994 — 20 февраля 1996  |                                 |
| 21-й  | Клод Пьер                    | 27 февраля 1996 — 19 ноября 1998  |                                 |
| 22-й  | Кристиан Дорс                | 23 ноября 1998 — 25 мая 2000      |                                 |
| 23-й  | Алан Уаквет                  | 26 июля 2000 — 3 сентября 2002    |                                 |
| 24-й  | Кристиан Джоб                | 17 сентября 2002 — 18 января 2005 |                                 |
| 25-й  | Хавьер де Фюрст              | 18 января 2005 — август 2006      |                                 |
| 26-й  | Ришар Дидье                  | 14 августа 2006 — август 2008     |                                 |
| 27-й  | Филлип Паолантони            | 8 сентября 2008 — июль 2010       |                                 |
| 28-й  | Мишель Жанжан                | 12 июля 2010 — по настоящее время |                                 |